# 肯·莫罗
肯·莫罗（英語：Ken Morrow，1956年10月17日—），美国前男子冰球运动员，场上位置是后卫。他曾代表美国国家队参加1980年冬季奥林匹克运动会冰球比赛，获得一枚金牌。